# Alonso de Salazar
Toribio Alonso de Salazar (Las Encartaciones, Vizcaya, século XV - algures no Pacífico, 5 de setembro de 1526) foi um navegador espanhol que participou na expedição de García Jofre de Loaísa. Durante quase um mês, Salazar comandou a expedição, morrendo de escorbuto. Foi sob seu comando que as Ilhas Marshall foram descobertas pelos europeus.

## Biografia
Nascido em Vizcaya, no atual País Basco, Espanha, Alonso de Salazar foi atraído desde a juventude pelo mar e pelas viagens de exploração. Juntou-se ao auge de sua carreira na expedição de García Jofre de Loaisa, na qual foi nomeado tesoureiro na Nau San Lesmes, de 96 toneladas e sob o comando de Francisco de Hoces. A expedição partiu do porto de La Coruña antes do amanhecer em 24 de julho de 1525, com uma frota de seis navios.
A expedição foi uma sucessão de desastres, calamidades e deserções. Durante a viagem, entre outros, morreram o capitão García Jofre de Loaisa e Juan Sebastián Elcano. Três dos navios não conseguiram atravessar o estreito de Magalhães e apenas um, o navio-capitão Santa María de la Victoria, conseguiu chegar às ilhas Molucas, onde a tripulação teve que enfrentar os portugueses durante quase um ano. Depois de sofrer inúmeras vicissitudes ao longo de uma viagem muito dura e amarga, apenas 24 homens deste navio conseguiram retornar à Espanha: mais de 450 homens haviam partido na expedição.
Ao se aproximar do Estreito de Magalhães, o San Lesmes foi forçado a enfrentar a tempestade e viajar até 55º de latitude sul, tornando-se o primeiro a descobrir a passagem do Cabo Horn, na terrível ponta sul do continente sul-americano. Assim, o pirata Francis Drake foi antecipado por 55 anos, e é por isso que na Espanha e em parte da América Latina a "passagem de Drake" assim designada pelos anglófonos é chamada de Mar de Hoces. A frota conseguiu atravessar o estreito em 26 de maio de 1526, após 48 dias de travessia.
Na travessia do Pacífico, os navios foram separados e os San Lesmes nunca mais foram visto, embora Salazar não estivesse já nele, mas no navio-capitão. Após a morte de Loaísa, em 30 de junho, Elcano assumiu o comando, mas morreu cinco dias depois. Salazar assumiu então a capitania geral da expedição em 6 de agosto de 1526, e o seu primeiro ato no comando foi enterrar o falecido Elcano com dignidade. Salazar assumiu o comando do navio Santa María de la Victoria, o único navio sobrevivente, e liderou a expedição, já desastrosa. A sua curta liderança foi devida ao escorbuto, que causou estragos na expedição e custou a vida da maioria da tripulação e a perda dos navios.
Em sua liderança curta, porém, há uma grande conquista, já que Salazar foi o primeiro europeu a descobrir as Ilhas Marshall, em 21 de agosto de 1526, embora não se saiba se elas atracou. Acredita-se também que ele avistou o Atol de Bokak.
Depois de deixar a ilha de Guam, a saúde de Salazar deteriorou-se rapidamente e ele morreu em 5 de setembro de 1526, também vítima do escorbuto que matou a maioria da tripulação. Quando morreu, ocorreu um conflito para a sua sucessão, que terminou quando Martín Íñiguez de Carquizano assumiu o comando.